# Jens Kask
Jens Kask (20. april 1966 – 16. januar 2011) var en svensk kælkehockeyspiller. Han spillede på Nacka HI, og havde fået amputeret begge fødder. Han klatrede op på et parkeret tog i 1976, 10 år gammel, men fik 16.000 volt gennem kroppen da strømmen pludselig blev slået til, og han fik brandskader på 85 % af kroppen. To uger efter ulykken måtte de amputere begge hans ben.
Han repræsenterede sverige under de paralympiske vinterlege 2010 i Vancouver. Dette var de femte paralympiske lege i træk han deltog i, og han havde tre medaljer; han deltog i 1998 og 2002, begge gange for sverige og begge gange fik han en bronzemedalje, samt i 1994 da sverige fik en guldmedalje. 
I VM havde han tre medaljer, en bronzemedalje fra VM 2000 og VM 2004, samt en guldmedalje fra 1996.